# Luís Veiga Leitão
Luís Maria Leitão (Moimenta da Beira, 27 de Maio de 1912 — Niteroi, 9 de Outubro de 1987), mais conhecido pelo pseudónimo de Luís Veiga Leitão, foi um poeta e artista plástico português, membro do grupo literário Germinal. Foi um militante anti-fascista, sendo obrigado a exilar-se devido à perseguição pelo Estado Novo.

## Biografia
Foi escriturário da 7.ª Brigada Cadastral da Federação dos Vinicultores da Região do Douro, mas foi demitido por ser contra o regime salazarista. Foi delegado de informação médica de vários laboratórios farmacêuticos. 
Para além de poesia, escreveu crónicas de viagens e de costumes. Foi também artista plástico, dedicando-se ao desenho.
Era amigo do poeta brasileiro Odilo Costa Filho, tendo feito o seguinte elogio ao brasileiro: «Poeta do amor pelo amor / das coisas, dos bichos, do ser».

### Homenagens
Existe uma placa na casa onde nasceu em Moimenta da Beira.
Há em Moimenta da Beira a Galeria Municipal Luís Veiga Leitão e a Rua Luís Veiga Leitão. 
A Rua Luís Veiga Leitão no Porto homenageia também o poeta.

## Principais obras publicadas
- Latitude – 1950;
- Noite de Pedra - 1955;
- Livro de Andar e Ver (com prefácio de Jayro José Xavier) - 1976;
- Linhas do Trópico – 1977;
- Livro da Paixão – Para Ler e Contar – 1986;
- Rosto por Dentro – 1992;

Figura nas seguintes antologias:
- Ciclo de Pedras – 1964;
- Sonhar da Terra Livre e Insubmissa – 1973;
- Longo Caminho Breve – Poesias Escolhidas – 1943 e 1983;
- Biografia Pétrea – 1989.